# Friese bijvlieg
De Friese bijvlieg (Eristalis anthophorina) is een vliegensoort uit de familie van de zweefvliegen (Syrphidae). De wetenschappelijke naam van de soort werd als Syrphus anthophorinus in 1817 gepubliceerd door Carl Fredrik Fallén.
De Friese bijvlieg is in Nederland vrij zeldzaam en wordt het vaakst waargenomen in bossen en struwelen in Groningen, Friesland, Drenthe en de kop van Overijssel. Het aantal waarnemingen neemt sinds het begin van de jaren '70 van de twintigste eeuw gestaag af.